# Bomporto
Bomporto (Bumpòrt in dialetto modenese) è un comune italiano di 10 327 abitanti abitanti della provincia di Modena in Emilia-Romagna, situato nella pianura padana a nord del capoluogo; è parte ed uno dei comuni fondatori dell'Unione del Sorbara.

## Geografia fisica
Oltre al capoluogo, esso comprende i piccoli centri di Villavara, Gorghetto, San Michele e Solara (tutti disposti lungo la strada provinciale detta Panaria Bassa o "Bomportese", sulla sponda sinistra del fiume Panaro) e una frazione più importante: Sorbara di circa 3 900 abitanti, che si è sviluppata sulla Strada statale 12 dell'Abetone e del Brennero, sulla sponda destra del fiume Secchia. Sorbara è unita al capoluogo dalla Strada provinciale Ravarino-Carpi o "Sorbarese": i due centri distano 4 km.
Il territorio del comune è posto infatti a nord-est rispetto a Modena, nel punto di massimo avvicinamento tra i fiumi Secchia e Panaro, che si riallontanano poi proseguendo il loro corso verso il Po. Un altro corso d'acqua importante è il canale Naviglio, proveniente da Modena, che scorre tra Secchia e Panaro fino a confluire in quest'ultimo proprio a Bomporto. Lo stesso nome del centro riflette l'importanza delle vie d'acqua nello sviluppo di questo piccolo territorio: il porto fluviale settecentesco è uno dei monumenti architettonici più rilevanti del comune, e figura nello stesso stemma comunale.

### Fiumi e canali
Il territorio di Bomporto è ricco di fiumi e canali che hanno avuto molta importanza per la sua storia. Come riporta il nome infatti, un tempo il piccolo paese era chiamato "Buon Porto".
Ecco l'elenco dei corsi d'acqua:
- Panaro: attraversa Bomporto e Solara, fa da confine con i comuni di Nonantola e Ravarino.
- Secchia: attraversa Sorbara, fa da confine con Soliera.
- Naviglio: canale artificiale che partendo da Modena raggiunge Bomporto, dove affluisce nel Panaro.
- Cavo Minutara: canale che affluisce nel Naviglio poco prima di Bomporto.
- Cavo Argine: canale che affluisce nel Naviglio qualche centinaia di metri prima del Minutara. Fa da confine con il comune di Bastiglia.
- Prati livelli di San Clemente: cassa di espansione del Naviglio, situata tra il Minutara e il Cavo Argine. Si trova tra il confine del comune di Bomporto e quello di Bastiglia.

## Storia
La bonifica delle terre paludose di Bomporto e Sorbara si deve ai monaci benedettini dell'abbazia di Nonantola (secoli IX-X). Nell'XI secolo il territorio è parte del grande feudo di Matilde di Canossa che, il 2 luglio 1084, sconfigge a Sorbara gli alleati di Enrico IV nella lotta per le investiture: i vescovi Everardo di Parma e Gandolfo di Reggio.
Unica testimonianza architettonica del periodo romanico, è la pieve matildica di Sorbara, che è stata tuttavia sensibilmente ampliata nei secoli successivi, passando da una a cinque navate.
Nei secoli successivi Sorbara e Bomporto legano la loro storia a quella del Comune di Modena e del ducato estense.
Durante il periodo estense Bomporto era feudo dei Rangoni.
Col plebiscito modenese del 21 agosto 1859 entrano a far parte del Regno di Sardegna, poi Regno d'Italia.
Nel 1866 ricevette la frazione di Solara dal comune di Camposanto.
Durante la guerra di Resistenza, bande di partigiani sono attive nel territorio. A Sorbara è operativa una base della Wehrmacht: l'asse stradale che dal passo del Brennero conduce a Roma ha infatti per i tedeschi una notevole importanza strategica.
Se nei primi anni cinquanta Bomporto è ancora zona depressa, in seguito gli effetti del boom economico mutano profondamente l'economia e il paesaggio del comune, la cui popolazione aumenta sensibilmente, soprattutto a causa dell'immigrazione dal Meridione.
La fascia di territorio comunale tra Villavara ed il nucleo centrale di Bomporto fu gravemente interessata alla alluvione del 4 novembre 1966.
Bomporto è stato colpito dai terremoti dell'Emilia del 2012, che hanno causato vari danni e lesioni soprattutto alle abitazioni più vecchie e alla strutture agricole.
Il 19 gennaio 2014 il comune di Bastiglia, e il 20 gennaio quello di Bomporto, vengono inondate dall'alluvione del Secchia.

### Simboli
Lo stemma del comune di Bomporto è stato concesso con regio decreto del 5 giugno 1892.
Il gonfalone è un drappo di azzurro.

## Monumenti e luoghi d'interesse
- La Darsena, o conca o sostegno, è una costruzione settecentesca fatta costruire dal Ducato Estense per la navigazione fino al mare Adriatico.
- Ponte delle Porte Vinciane, nel quale è possibile vedere le porte Vinciane, che regolano le acque del Panaro nel Naviglio di Modena, su progetto di Leonardo da Vinci.
- Chiesa di San Nicolò, costruzione seicentesca dedicata a San Nicolò di Bari.
- Palazzo Municipale, costruzione ottocentesca con sede di parte degli uffici municipali.
- Tigrai, borghetto tra i più vecchi di Bomporto, è affiancato dal Canale Naviglio.
- Caminone della Fornace, è il grande camino, e unico resto della Vecchia Fornace, un tempo immerso nella campagna, ora, invece nella nuova zona resistenziale.
- Cortilazzo, in dialetto Courtilaz, vecchio borgo immerso nel Centro Storico a fianco del fiume Panaro.
- Corte Gilioli, un tempo insieme di case dei Conti Gilioli, ora borghetto tra Naviglio e Panaro.
- Oratorio di San Nicolò, situato nella Piazzetta del Pozzo nel Centro Storico.
- Piazzetta del Pozzo
- Ville di Campagna, varie ville si trovano al ridosso del Panaro tra Bomporto e Gorghetto.
- Casa dei frati, casa dove vivevano i frati, in Piazza della Posta.
- Monumento alla liberazione, monumento in un piccolo giardino.
- Centro Culturale del Sorbara, dove sorge la biblioteca, fonoteca e il cinema-teatro.
- Teatro del Popolo, costruzione adiacente ai Laghi Elena, con annessi servizi, un bar e aule educative per eventi. Attualmente in disuso.
- Piazza Roma, fulcro del paese.
- Laghi Elena, laghetti in cui è possibile vedere e pescare e la fauna locale.
- Parco Matteotti, parco comunale immerso nel centro storico.

### Sorbara
- Pieve Matildica di San Vincenzo, pieve di tre navate fatta costruite da Matilde di Canossa.

### Gorghetto
- Villa Cavazza-Corte della Quadra, grande villa di importanza storica.

### San Michele
- Chiesa di San Michele e Cimitero di San Michele.

### Solara
- Villa Sorelle Luppi, villa in un grande giardino che ospitava, in passato, la scuole elementari omonima.
- Chiesa di San Rocco (piccola chiesa adiacente al piccolo rione di San Rocco)

### Altro
- Prati di San Clemente, casse di espansione del Canale Naviglio. Zona di interesse faunistico.
- Le ville, che spesso portano i nomi dei proprietari, che si affacciano sul corso del Panaro, testimonianza diretta della vocazione fluviale del territorio; tra queste sono da segnalare: Villa Scribani-Rossi, Villa Cavazza-Corte della Quadra, Villa La Carandina, Palazzo Rangoni, Villa Manetta, Villa Reggiani-Gavioli, Villa Corni, Villa Benatti, Villa Cavicchioli, Villa Maria, Villa Guidelli, Villa Bruini-Federzoni, Villa Luppi e Villa Paltrinieri. Altre notevoli residenze sono: Casa Seidenari edificio seicentesco nonché antica stazione di posta per il cambio dei cavalli; Corte Giglioli.
- Palazzo Rangoni: imponente palazzo (ora in decadenza) di proprietà della famiglia Rangoni. Si trova nel comune di Ravarino, molto vicino al confine con Bomporto.

## Cultura

### Biblioteche
- La Biblioteca Comunale di Bomporto, con due sale fornite per ragazzi e adulti. E' intitolata a J. R. R. Tolkien.

### Fonoteche
- La Fonoteca Comunale di Bomporto, si trova all'interno della biblioteca.

### Cinema-Teatro
- Il Cinema-Teatro Comunale di Bomporto è un cinema-teatro di una sala, si trova a fianco alla biblioteca nel Centro Culturale del Sorbara.

### Curiosità
- Nella chiesa parrocchiale c'è il gruppo di Cristo in Croce, con la Madonna, san Giovanni e i santi Bonaventura e Pellegrino da Antonio Begarelli (ca1499-1565)
- Il comune fa parte dell'associazione nazionale Città del Vino

### Eventi

#### Bomporto
- Primavera in maschera
- Sagra di fine maggio
- Rosso Rubino
- E...state in Baracca
- Notte Blu
- Fiera di San Martino
- BomNatale
- Food Truck e Buskers Festival

#### Sorbara
- Festa del Lambrusco
- Le serate di luglio
- Sorbara Sound Festival
- Festa della Madonna del Carmelo

#### Solara
- Sagra di San Rocco
- Solara, tagliatella e musica
- Torneo giovanile di calcio Memorial Giacomo Infantino

#### San Michele
- Sagra di San Michele
- Festa di prima estate

## Media

### Cinema
- Il comune di Bomporto, insieme al comune di Bastiglia e alle frazioni di Albareto, La Rocca e San Matteo di Modena sono stati luogo delle riprese del docufilm Forza!, prodotto dal Indaco Film & More, che racconta dell'alluvione del Secchia del 19 e 20 gennaio 2014.

- Nel 2024, un gruppo di storici locali, insieme all'associazione Mo' Better Football e all'Istituto d'arte Adoldo Venturi di Modena, è stato realizzato un documentario Bomporto Fùtbal. Le vie dei Sentimenti, in cui vengono narrate le storie della famosa famiglia di calciatore dei fratelli Sentimenti.

### Televisione
- Bomporto è apparso nell'episodio I 5 fratelli Sentimenti del programma Sfide di Rai 3 che racconta la storia dei fratelli Sentimenti.

## Società

### Evoluzione demografica
Abitanti censiti

### Etnie e minoranze straniere
Al 31 dicembre 2022 la popolazione straniera era di 1 103 persone, pari al 10,85% dei residenti.

## Geografia antropica

### Suddivisioni amministrative

#### Località
Nel comune sorgono 5 località:
- Bomporto (capoluogo)
- Sorbara
- Solara
- Gorghetto
- Villavara
- San Michele

## Economia
Il territorio di Bomporto è rinomato per il vino Lambrusco di Sorbara rosso, che ha Denominazione di origine controllata. Oltre al vitigno del Lambrusco, vi si coltivano cereali (frumento, mais, soia) e frutta (pere). Molto importante è anche l'allevamento di bovini e soprattutto suini.

Gli stabilimenti industriali e artigianali sono concentrati nei quartieri industriali di Villavara, Bomporto e Sorbara.
Presente anche la produzione di nocino e parmigiano reggiano.
Del luogo è anche la torta bomportese, fatta con le pere.
Il modello della piccola e media impresa, tipico di questa zona della pianura padana, ha permesso lo sviluppo di un peculiare tipo di abitazione: il "capannone" industriale con abitazione attigua. Il comune è tuttora in espansione, soprattutto sull'asse della Statale 12: all'immigrazione meridionale si è sovrapposta quella da Paesi extra-comunitari (Albania, Tunisia, Marocco), nonché lo spostamento dei modenesi dal centro urbano ai comuni limitrofi.

## Istruzione

### Scuole
Le scuole pubbliche sono tutte incluse nell'Istituto Comprensivo Luciano Pavarotti, che comprende sia i plessi di Bomporto che di Bastiglia.

## Infrastrutture e trasporti

### Strade
Il comune è attraversato dalla SS 12 dell'Abetone e del Brennero, nella frazione di Sorbara.
Le altre due maggiori strade del comune sono la SP 1 del Sorbara, che attraversa Sorbara e Bomporto, e la SP 2 Panaria Bassa, che attraversa Villavara, Bomporto, Gorghetto, San Michele e Solara. 
Il territorio è servito da numerose ciclabili e percorsi su strade minori tra la quali: il percorso ciclabile Bomporto-Bastiglia-Sorbara-Bomporto, il percorso ciclabile Solara-Bomporto-Solara e il percorso ciclabile Sorbara-Solara-Bomporto-Sorbara

### Ferrovie
Fino alla metà del secolo scorso esisteva la Ferrovia Modena-Mirandola con due stazioni, Bomporto-Sorbara e Solara-Camposanto.

### Porti
Fino agli anni venti del Novecento era attivo il trasporto fluviale sul Naviglio di Modena e Panaro e a Bomporto esisteva una darsena.

## Amministrazione
| Periodo         | Periodo         | Primo cittadino   | Partito                                        | Carica | Note   |
| --------------- | --------------- | ----------------- | ---------------------------------------------- | --- | ------ |
| 23 aprile 1995  | 12 giugno 1999  | Giorgio Cocchi    | sinistra                                       | Sindaco | [ 11 ] |
| 13 giugno 1999  | 6 giugno 2009   | Giuseppe Rovatti  | lista civica - Per Bomporto                    | Sindaco | [ 11 ] |
| 7 giugno 2009   | 26 maggio 2019  | Alberto Borghi    | lista civica - Per Bomporto                    | Sindaco | [ 11 ] |
| 27 maggio 2019  | 8 febbraio 2022 | Angelo Giovannini | Lista civica "Bomporto Solara Sorbara Insieme" | Sindaco |        |
| 9 febbraio 2022 | 12 giugno 2022  | Pier Luigi Piva   |                                                | Commissario Prefettizio (dal 21 febbraio 2022: Commissario Straordinario) con i poteri del Sindaco, della Giunta e del Consiglio Comunale |        |
| 13 giugno 2022  | in carica       | Tania Meschiari   | Lista civica "Bomporto Solara Sorbara Insieme" | Sindaco |        |

### Accorpamenti o modifiche
Anche se spesso è considerato parte della bassa modenese, Bomporto non ha mai fatto parte di quel comprensorio, che si estendeva verso sud solo fino a San Prospero e Camposanto. A partire dagli anni novanta Bomporto ha creato, insieme con altri tre comuni limitrofi di piccole dimensioni (Bastiglia, Nonantola e Ravarino) l'unione dei comuni del Sorbara, che dividono servizi e strutture.

### Gemellaggi
Il comune, come le scuole medie, è gemellato con:
- Mola di Bari (BA)

## Sport
Nel calcio la società calcistica del paese è l'Atletic River, che gioca le partite interne nello Stadio Comunale Fratelli Sentimenti. Milita in Terza Categoria.
Nella frazione di Solara, ha sede la Pol. Solarese. Essa milita in Seconda Categoria. Gioca le sue gare interne allo Stadio Borsari di Solara.
Nella pallavolo la Basser Volley, società nata dall'unione delle squadra pallavolistiche di Bomporto, Bastiglia, Ravarino e Sorbara. A Solara, invece, è presente la sezione pallavolistica femminile della Polisportiva Solarese
A Bomporto, inoltre, a sede la squadra di hockey in-line degli Scomed Bomporto. 

### Impianti sportivi
Il principale impianto sportivo è lo Stadio comunale Fratelli Sentimenti di Bomporto che dispone di campo da calcio sintetico, pista da atletica, palestra da fitness, bar, sala riunioni e tribuna con capienza di 99 posti. L'impianto è dedicato ai Fratelli Sentimenti, un'importante famiglia di calciatori che militava contemporanea nella Serie A degli anni 30/40. In loro memoria è presente dietro le tribune una gigantografia che li ritrae in campo prima di una partita. Sono inoltre presenti, una pista per il salto in lungo, una pedana per il getto del peso e tre campi da beach volley.
La piscina intercomunale Darsena è uno dei più importanti impianti acquatici della bassa modenese. Dispone di una piscina da 25 metri e una più piccola dedicata ai bambini. Inoltre dispone di un campo da beach soccer, da calcetto e da street basket.
Sono inoltre presenti due palestre comunali, attualmente entrambe chiuse per lavori, e il Palahockey, situati entrambi nei pressi del polo sportivo/scolastico. E' presente, inoltre, una palestra gestita dalla parrocchia locale.
A Sorbara è presente il "Centro sportivo comunale del Sorbara", che dispone di un campo da calcio a 11, un campo sintetico a 7, un campo in erba a 7,  una palestra, uno skate park e un bike park, che comprende una pista baby, un velodromo, un'area skills per mountain bike e una pista dedicata alle MTB. 
Nella frazione di Solara è presente lo Stadio Borsari e una palestra.